# Rotterdams bombardement i 2. Verdenskrig
Rotterdams Bombardement i 2. verdenskrig var et bombeangreb, der blev udført af det tyske Luftwaffe den 14. maj 1940 under slaget om Holland. Formålet med angrebet var at støtte de tyske tropper, der kæmpede i byen, bryde den hollandske modstand og tvinge hollænderne til at kapitulere. Ved angrebet blev byens historiske centrum ødelagt.

## Forspil
Tyskland angreb Holland den 10. maj 1940. Deres indledende fremrykning gik hurtigt, og de trængte let gennem forsvaret ved grænsen. Da man var nået til den 14. maj havde hollænderne imidlertid bremset det tyske angreb inden det var nået ind i det hollandske kerneområde – Fæstning Holland.

## Slaget om Rotterdam
I Rotterdam var stillingen om morgenen den 13. maj 1940 nået til et dødvande. Hollandske garnisonsstyrker under oberst Scharroo holdt den nordlige bred af Nieuwe Maas floden, som løber gennem byen, og forhindrede tyskerne i at krydse over. De tyske styrker bestod af luftbårne styrker under Kurt Student og nyligt ankomne landstyrker under general Hans Schmidt i form af 9. Panzerdivision og det motoriserede SS regiment Leibstandarte Adolf Hitler.
Et hollandsk modangreb anført af et regiment fra det hollandske marineinfanteri havde ikke kunnet generobre Willemsbrug-vejbroen, en nøgleovergang. Et efterfølgende forsøg med hollandske bombefly på at ødelægge broen var også slået fejl.
Om morgenen den 14. maj udstedte Adolf Hitler sin "Weisung" Nr. 11 ((tysk): instruktion). Vedrørende det hollandske operationsområde skrev han følgende:
Den hollandske hærs forsvarskraft har vist sig at være større end ventet. Af såvel politiske som militære grunde skal denne modstand brydes hurtigst muligt. Det er hærens opgave at indtage Fæstning Holland ved at anvende tilstrækkelige styrker sydfra, kombineret med et angreb på østfronten. Hertil kommer, at luftvåbenet samtidig med at det svækker de styrker, som står overfor 6. armé, må bidrage til at Fæstning Holland hurtigt falder.
General Schmidt havde planlagt et kombineret angreb til den næste dag, 14. maj, med kampvogne fra 9. Panzerdivision støttet af flammekastere og ingeniørtropper. SS skulle foretage en amfibieovergang længere oppe ad floden og angribe i flanken via Kralingenområdet. Angrebet skulle forberedes med et artilleribombardement og general Schmidt havde anmodet om støtte fra Luftwaffe i form af en Gruppe (ca. 25 fly) af typen Ju-87 Stuka styrtbombefly.
Det var imidlertid general Student, der havde den øverste ledelse og også kontrollerede luftangrebene. Schmidts anmodning om luftstøtte måtte gå gennem Students hovedkvarter og i stedet for præcisionsbombefly anmodede Student om tæppebombning og udskiftede Stukaerne med Heinkel He 111 bombefly.

## Bombardementet
Schmidt anvendte truslen om ødelæggelse af Rotterdam i et forsøg på at tvinge oberst Scharroo til at overgive byen uden kamp. Rotterdam, der også var det største industrielle mål i Holland og af stor strategisk betydning for tyskerne, ville blive bombarderet, og hvis det ikke brød den hollandske modstand ville hovedstaden Amsterdam og regeringsbyen Haag blive de næste, der led samme skæbne. Scharroo afviste og trak forhandlingerne i langdrag. Starten på angrebet var blevet fastsat til kl. 13:20. Schmidt udskød det til kl. 16:20, men netop som den hollandske forhandler krydsede Willemsbrug for at videregive denne information, kunne man høre lyden at tunge bombefly.
I alt 90 bombefly fra Kampfgeschwader 54 blev sendt hen over byen. Tyske styrker i byen affyrede signalblus for at afværge angrebet, men kun 33 bombefly vendte om, resten fortsatte med angrebet og kastede fra lav højde 97 tons bomber, fortrinsvis mod byens centrum. Nogle bomber antændte tanke med planteolie ved havnen og brandene spredte sig ind imod centrum. Årsagen til at formationen ikke havde fået ordre om at aflyse missionen tidligere er fortsat noget man strides om. De røde signalblus, som tyskerne hævdede skulle betyde at angrebet skulle afblæses, men som de fleste piloter ikke opdagede, hævdes at være blevet anvendt af tyskerne til at vise hvor i byen de var, så de ikke selv blev ramt af bomberne, frem for at være et signal om helt at lade være med at bombe. Nogle hævder at dette underbygges af det faktum, at de tyske tropper som affyrede signalblussene ikke var klar hvornår bombeflyene ville angribe og at en våbenhvile var trådt i kraft. Dette forklarer imidlertid ikke hvorfor omkring en tredjedel af de tyske bombefly vendte om inden angrebet.

## Tab
Selv om præcise tal ikke foreligger, blev 800-900 mennesker dræbt og 80.000 gjort hjemløse. Omkring 2,6 kvadratkilometer af byen blev næsten jævnet med jorden. 24.978 hjem, 24 kirker, 2.320 forretninger, 775 varehuse og 62 skoler blev ødelagt.

## Efterspil
Tyskland truede med at bombe andre hollandske byer, men startede med Rotterdam fordi det var den by, som helt klart havde den største strategiske og industrielle betydning for Holland og resten af regionen. Dette omfattede også Tysklands fjender såsom Frankrig, men også Tyskland selv, da Rotterdam er porten til havet på grund af dens placering ved de store europæiske floder Rhinen og Meuse (Maas).
Den hollandske hær havde ingen mulighed for at stoppe bombeflyene – de hollandske jagerfly var stort set nedkæmpet – og besluttede at kapitulere frem for at lide gentagelser ved bombninger af Amsterdam eller Haag. Set i bakspejlet har det fået nogen til at hævde at den hollandske regering brugte Rotterdam og dens indbyggere som en brik i forhandlingerne.
Da 2. verdenskrig brød ud i 1939 bad det neutrale USA’s præsident, Franklin D. Roosevelt, de vigtigste krigsførende lande om at begrænse luftangreb til militære mål. Paris og London indvilgede i at overholde denne anmodning som indeholdt det forbehold, at "disse samme betingelser for krigsførelsen vil skrupelløst blive overholdt af alle deres modstandere".
Storbritannien havde en politik om kun at bombe militære mål og infrastruktur, såsom havne og jernbaner, der havde militær betydning. Mens det var anerkendt at bombning af Tyskland ville betyde civile tab, ville briterne ikke med overlæg bombe civil ejendom udenfor kampzonerne som led i en taktik.
Denne politik blev opgivet den 15. maj, dagen efter bombardementet af Rotterdam, hvor RAF fik tilladelse til at angribe Ruhr-området, herunder olieanlæg og andre civile industrielle mål, som bidrog til krigsindsatsen, såsom stålværker. Det første RAF angreb på det indre af Tyskland skete om natten den 15.-16. maj.

## Yderligere læsning
- Military Operations > 1940: Germans occupy Holland Arkiveret 27. september 2007 hos  Wayback Machine (officiel hollandsk hjemmeside)
- Google Earth angivelse af det område, der blev ødelagt ved bombardementet Arkiveret 8. august 2007 hos  Wayback Machine

Billeder
- Billeder af Rotterdam efter bombardementet Arkiveret 2. februar 2007 hos  Wayback Machine
- Billeder fra mindedagen i 2007
- Flere billeder fra 2007 og 2008 mindedagene fra Mothership art producers Arkiveret 19. maj 2009 hos  Wayback Machine

## Fodnoter
1. ↑  E.R Hooton, Luftwaffe at War; Blitzkrieg in the West. London: Chervron/Ian Allen. ISBN 978-1-85780-272-6
2. 1 2   L. Elfferich, Rotterdam werd verraden. Abcoude: Uniepers, 1990
3. 1 2  Het Koninkrijk der Nederlanden in de Tweede Wereldoorlog, by dr. L. de Jong.
4. ↑  Van Nul to Nu Deel 3-De vaderlandse geschiedenis van 1815 tot 1940 side 42, Square 2- af Thom Roep og Co Loerakker ISBN 90-5425-098-4
5. ↑  L. Elfferich, Rotterdam werd verraden. Abcoude: Uniepers, 1990
6. ↑  President Franklin D. Roosevelt Appeal against aerial bombardment of civilian populations, 1. september 1939
7. ↑  Taylor References Chapter "Call Me Meier", Page 105
8. ↑  A.C. Grayling, Among the Dead Cities (Bloomsbury 2006), Page 24.
9. ↑  Taylor References Chapter "Call Me Meier", Page 111

51°57′52″N 4°27′04″Ø / 51.964431°N 4.451236°Ø